# Anisia mucorea
Anisia mucorea là một loài ruồi trong họ Tachinidae.